# Хасу, Хейкки
Хейкки Хасу (фин. Heikki Hasu; 21 марта 1926, Сиппола, Кюменлааксо — 5 апреля 2025) — финский лыжник и двоеборец, двукратный олимпийский чемпион, чемпион мира. До своей смерти был старейшим ныне живущим чемпионом зимних Олимпийских игр.

## Карьера
На Олимпийских играх 1948 года в Санкт-Морице выступал в лыжных гонках и двоеборье. В двоеборье завоевал золотую медаль, на 15 баллов обойдя своего партнёра по команде Мартти Хухталу. В лыжных гонках выступал в гонке на 18 км, и занял в ней 4-е место, уступив 37 секунд в борьбе за бронзу шведу Гуннару Эрикссону.

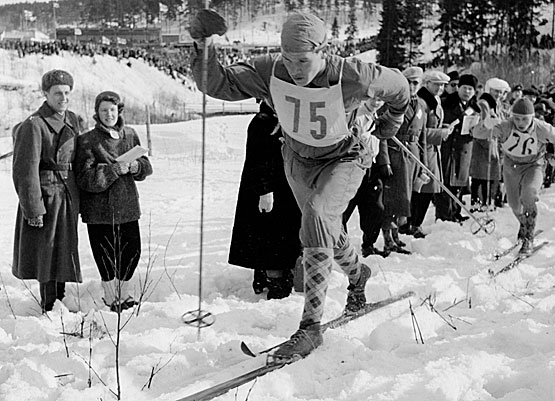
На соревнованиях в 1950 году

На Олимпийских играх 1952 года в Осло вновь выступал и в лыжных гонках и в двоеборье. В двоеборье на этот раз завоевал серебряную медаль, 4 балла уступив норвежцу Симону Слоттвику, и на 11 баллов обойдя другого норвежца Сверре Стенерсена. В лыжных гонках завоевал золотую медаль в эстафете, в которой бежал первый этап, и во многом определил успех команды, закончив свой этап на первом месте с отрывом в 1 минуту и 18 секунд от занимавших второе место шведов. Также выступал в гонке на 18 км, в которой как и на прошлой Олимпиаде занял 4-е место, на этот раз лишь 4 секунды уступив в борьбе за бронзу своему партнёру по команде Пааво Лонкиле.
На чемпионате мира 1950 в Лейк-Плэсиде завоевал золото в двоеборье и серебро в лыжной эстафете.
Дважды признавался спортсменом года в Финляндии, в 1948 и 1950 годах.
После завершения спортивной карьеры работал в сфере сельского хозяйства, так же занимался политикой, дважды (в 1962 и 1967 годах) избирался в финский парламент.
Умер 5 апреля 2025 года в возрасте 99 лет.